# 다운 스윙
다운 스윙은 타자의 타격 중에 한 종류이다.

## 설명
다운 스윙은 단어 그대로 타자가 투수의 투구를 위에서 밑으로 찍는 듯한 모습으로 하는 타격이 된다. 그래서 장타를 주로 치는 중심 타자보다는 테이블 세터에 포진되는 톱타자들이 가장 많이 하는 스윙이 된다. 장점으로는 사람이 퍼올리는 힘보다 내려찍는 힘이 더좋다는 것을 이용하기 때문에 타구가 강하고 빠르게 나와 안타를 양산하기 쉽다. 다만 단점도 존재하는데 레벨 스윙이나 어퍼 스윙에 비하면 2루타, 3루타, 그라운드 홈런, 홈런과 같은 장타를 칠 확률이 많이 줄어들게 된다는 점이 있다. 이러한 이유가 있기 때문에 장타력을 중시하는 중심 타선에서는 다운 스윙을 잘하지 않는다.

## 같이 보기
- 어퍼 스윙
- 레벨 스윙